# Леонард Ојлер
Леонард Ојлер (Базел, 15. април 1707 — Санкт Петербург, 18. септембар 1783) био је швајцарски математичар и физичар. Живео је и радио у Берлину и Санкт Петербургу.
Ојлер је дошао до великих открића у потпуно различитим областима као што су математичка анализа и теорија графова. Увео је у употребу велики број термина који се користе у савременој математици и унапредио математичку нотацију, посебно у оквиру анализе. Ојлер је заслужан за савремени запис математичке функције. Значајан допринос дао је и на пољима механике, оптике и астрономије.
Сматра се да је Ојлер један од врло значајних математичара 18. века и међу највећим математичарима свих времена.
Такође је и један од најплоднијих — сачувано је око 900 његових радова.
Ојлеров лик је неколико пута штампан на поштанским маркицама у Швајцарској, Немачкој и Русији, на новчаници од 10 швајцарских франака а астероид 2002 Ојлер је добио име у његову част. Лутеранска црква га је уврстила у свој календар светаца. Сећању на Ојлера су посветили 24. мај.

## Биографија

### Детињство и младост
Ојлер је рођен у Базелу, као прво дете Паула Ојлера, свештеника Реформаторске цркве, и Маргарите Брукер, која је такође потекла из свештеничке породице. Имао је две млађе сестре, Ану Марију и Марију Магдалену. Убрзо по Ојлеровом рођењу, породица се из Базела преселила у Риен, где ће Леонард провести већи део свог детињства. Паул Ојлер је био пријатељ са породицом Бернули, што је омогућило да Јохан Бернули, који је у своје време сматран за најважнијег европског математичара, изврши значајан утицај на младог Ојлера.
Ојлерово рано формално образовање је започело у Базелу, где је послат да живи са својом баком по мајци. Са тринаест година се уписао на Универзитет у Базелу, а 1723. године је дипломирао са радом у коме је упоређивао филозофију Декарта са филозофијом Исака Њутна. У исто време је суботом поподне ишао на часове код Јохана Бернулија, који је брзо утврдио да његов нови ученик има невероватан таленат за математику. У то време Ојлер је изучавао теологију, грчки и хебрејски језик, да би, на инсистирање свога оца, постао свештеник. Међутим, Јохан Бернули је убедио Паула Ојлера да је његов син предодређен да постане велики математичар.
Ојлер је 1726. године завршио своју докторску тезу о ширењу звука, под називом О звуку (De Sono), а већ 1727. године учествовао је на такмичењу које је организовала Француска академија наука. Те године наградни проблем париске академије био је да се пронађе најбоље место за постављање јарбола на броду. Освојио је друго место, а награду је добио Пјер Бугер, човек који је данас познат као „конструктор ратне морнарице“. Ојлер је касније постао добитник ове престижне годишње награде дванаест пута у својој каријери.

### Санкт Петербург
Управо у то време, Данијел и Николаус Бернули, Јоханови синови, радили су на Царској руској академији наука у Санкт Петербургу. Николаус је умро од запаљења слепог црева у јулу 1726. године, после годину дана проведених у Русији. Када је на његову позицију на математичко-физичком одсеку прешао Данијел, кандидат за упражњено место на одсеку за физиологију је, на Данијелову препоруку, постао управо Ојлер. У новембру 1726. године Ојлер је жудно прихватио понуду, али је одложио путовање за Санкт Петербург да би безуспешно конкурисао за место професора физике на Универзитету у Базелу.
Петербуршка академија наука (рус. Петербургская академия наук), коју је основао Петар Велики, била је замишљена као средство којим би се побољшало руско образовање и превазишао научни јаз који је постојао између Русије и западне Европе. Због тога је она била посебно привлачна за учене странце попут Ојлера. Академија је располагала огромним финансијским изворима и богатом библиотеком која је створена из приватних библиотека самог Петра Великог и руског племства. Врло мало студената је имало част да похађа Академију, да би се универзитетским професорима олакшао терет предавања, а посебно се инсистирало на истраживачком раду захваљујући времену и слободи које су запослени имали на располагању да би могли да се посвете решавању научних питања.
Ојлер је допутовао у руску престоницу 17. маја 1727. године, истог дана када је умрла Катарина I, која је водила рачуна о Академији настављајући замисао свог покојног супруга, Петра Великог. Руско племство, које је ојачало ступањем на власт дванаестогодишњег Петра II, било је сумњичаво по питању странаца који су били запослени на Академији, а на њу су гледали као на непотребан луксуз, па су у неколико наредних месеци почели да ускраћују финансијска средства и да индиректно утичу на научнике са стране да напуштају Русију. У таквом тренутку, због забуне у вези позиције на коју је примљен, Ојлер је добио посао у математичком одсеку, након што је замало, у очају због развоја ситуације, постао поручник у ратној морнарици.
Ојлер је у Санкт Петербургу становао са Данијелом Бернулијем, са којим је често блиско сарађивао. Темељно је савладао руски и решио да се скраси у Санкт Петербургу. Нашао је себи додатни посао, запосливши се као лекар у руској морнарици.
Услови су се незнатно побољшали након смрти Петра II, па је Ојлер брзо напредовао, те био постављен за професора физике 1731. године. Две године касније, Данијел Бернули, коме је било доста цензуре и непријатељстава са којима се сусретао у Санкт Петербургу, отпутовао је за Базел, а Ојлер га је наследио као руководилац одсека за математику.
У то време тежиште Ојлерове делатности постаје рад на географским картама, као последица прихватања задатка да се на основу постојећих карата руских губернија састави мапа целе Русије. Због великих неслагања са једним од академика који је учествовао у пројекту, а врло вероватно и због свог здравља, Ојлер се 1740. године повлачи и престаје да се бави картографијом.
Ојлер се оженио Катарином Гсел (Katharina Gsell), кћерком сликара кога је Петар Велики довео у своју службу из Холандије, 7. јануара 1734. године. Млади пар је живео у кући на обали реке Неве. Имали су тринаесторо деце, од којих је осморо умрло још у детињству.

### Берлин
Забринут константним немирима у Русији, Ојлер је прихватио позив Фридриха Великог да пређе на Берлинску академију. Напустио је Санкт Петербург 19. јуна 1741. године, и следећих двадесет пет година живео је у Берлину. Као шеф одсека за математику, Ојлер се бавио решавањем најразличитијих проблема: водио је рачуна о опсерваторији и ботаничкој башти, бирао је особље, бавио се разним финансијским питањима, и био одговоран за објављивање календара и географских карата које су биле солидан извор прихода за Академију. Као члан управног одбора Академије водио је рачуна о библиотеци и објављивању научних радова, а поред тога, био је и државни саветник за игре на срећу, осигурања и пензионе фондове. Поред свега тога, у наведеном периоду написао је преко 380 математичких радова, а, између осталог, објавио је и два своја најпознатија дела: Увод у анализу бесконачних величина (Introductio in analysin infinitorum, 1748) и Диференцијални рачун (Institutiones calculi differentialis cum eius usu in analysi finitorum ac doctrina serierum, 1755).
Један од задатака које је Фридрих Велики поставио Ојлеру био је да подучава његову нећаку, принцезу од Анхалт-Десауа (Anhalt-Dessau). Ојлер је у периоду 1760—1761 написао преко 200 писама која су касније сакупљена и објављена у књизи под називом Писма једној немачкој принцези, преведеној на седам језика. У својим писмима, Ојлер се бавио различитим темама, највише из области физике и математике, али је ово згодан материјал и за истраживање Ојлерове личности и његових религиозних убеђења. Књига је постала популарнија од било ког његовог математичког дела, и објављивана је широм Европе и у САД, што је доказ да је Ојлер имао способност успешног представљања научних тема широкој публици, особину која се ретко среће код врхунских научника посвећених истраживачком раду.

Упркос свом неизмерном доприносу угледу Берлинске академије, Ојлер је био принуђен да напусти пруски двор, делимично због сукоба са личношћу Фридриха Великог, који је сматрао математичара недовољно мудрим у поређењу са кругом филозофа који су били доведени на Академију. Један од тих филозофа је био Волтер, који је имао истакнуту позицију у краљевом друштву. На другој страни, као његова директна супротност се налазио Ојлер, једноставан, вредан и религиозан човек, са врло конвенционалним уверењима и укусом. Са својим прилично слабим познавањем реторике, и тенденцијом да дискутује о стварима о којима није много знао, често је био мета Волтерових досетки.
Фридрих је, такође, био разочаран Ојлеровим практичним инжењерским способностима:
| „ | Желео сам водене прскалице у својој башти: Ојлер је израчунао снагу потребну точковима да подигну воду у резервоар, одакле је, помоћу канала, требало да у млазевима полива Сансуси. Направа је била конструисана геометријски и није могла да подигне гутљај воде на ближе од педесет корака до резервоара. Таштина над таштинама! Таштина геометрије! | ” |

### Губитак вида
Ојлеров вид се погоршавао са годинама. Три године након што је боловао од прехладе која је замало завршила смртним исходом, 1735. године скоро потпуно је ослепео на десно око, али је волео да сматра да је то била последица напорног рада на прављењу мапа за Петербуршку академију. Ојлеров вид на том оку се толико погоршао током његовог боравка у Берлину, да му се Фридрих обраћао са Киклопе. Три деценије касније, 1766. године, лево око му је оболело од катаракте, што га је довело до потпуног слепила у року од неколико недеља по постављању дијагнозе. Чак ни то није умањило његову продуктивност, пошто је своје слепило превазишао фотографским памћењем и изванредном способношћу менталног рачунања. Сматра се да је могао да рецитује цео текст Вергилијеве Енејиде, као и да наведе за сваку страницу којим стихом почиње и завршава. Према Де Кондорсеу, једном приликом је решио дилему своја два студента који су, сабирајући сложени конвергентан ред за конкретну вредност променљиве добили разлику на парцијалној суми седамнаест првих чланова која се налазила на петнаестој децимали, тако што је у глави израчунао тражени збир. Касније се испоставило да је био у праву. Слепи Ојлер је наставио са радом заменивши писање диктирањем, а његова продуктивност се повећала јер је 1775. године у просеку сваке седмице завршавао ново дело.

### Повратак у Русију
По доласку на престо Катарине Велике ситуација у Русији се знатно побољшала, и Ојлер је 1766. године прихватио позив да се врати на Петербуршку академију. Његов други боравак у Русији је био обележен са неколико трагедија. У пожару је 1771. године изгорела Ојлерова кућа, а да није било његовог верног слуге, Швајцарца Петера Грима (по неким изворима Гримона) који је изнео свог господара из ватрене стихије на леђима, тај инцидент би се завршио фатално по самог Ојлера. Пет година касније, после више од четири деценије брака, умрла је Ојлерова жена. Већ следеће године поново се оженио, овога пута са Катаринином полусестром Саломе Абигајл Гсел (Salome Abigail Gsell).
Ојлер је умро 18. септембра 1783. године у Санкт Петербургу, након што је доживео мождани удар. Сахрањен је поред своје прве жене на лутеранском гробљу које се налазило на острву Васиљевски. Ово гробље су уништили Совјети након што су Ојлерове остатке преместили у православни манастир Александра Невског.
Сећање на Ојлера је за француску Академију написао француски математичар и филозоф Маркиз де Кондорсе, а биографију и списак његових дела, саставио је Николас фон Фус (Nikolaus von Fuss), Ојлеров зет и секретар тадашње Царске академије наука и уметности. Кондорсе је приметио:
| „ |…il cessa de calculer et de vivre — … престао је да рачуна и да живи. | ” |

## Ојлерови доприноси математици
Ојлер се бавио скоро свим областима математике: геометријом, анализом, тригонометријом, алгебром, теоријом бројева, као и физиком континуума, лунарном теоријом и другим областима физике. Издваја се у историји математике као врло оригинална и значајна личност, а његово име је повезано са великим бројем математичких појмова.

### Математичка нотација
Ојлер је у математичку нотацију увео неколико конвенција које је популарисао кроз своје бројне и широко распрострањене уџбенике. Увео је појам функције и први је употребио ознаку f(x) за функцију f примењену на аргумент x. Поред тога, увео је модеран запис тригонометријских функција, слово е као ознаку за основу природног логаритма (данас познату и као Ојлеров број), грчко слово Σ за означавање сумирања и слово {\displaystyle i} за означавање имагинарне јединице. Такође је користио грчко слово π да означи однос обима и пречника круга, иако то није била оригинално његова идеја.

### Математичка анализа
У 18. веку математичка истраживања су била усредсређена на област анализе, а чланови породице Бернули, који су били блиски пријатељи породице Ојлер, су били заслужни за већи део раних открића на овом пољу. Захваљујући њиховом утицају, Ојлер се фокусирао на изучавање математичке анализе. Иако неки његови докази по савременим стандардима математичке строгости нису прихватљиви, његове идеје су утрле пут многим значајним достигнућима.
Ојлер је познат по великом доприносу развоју степених редова, приказивању функција у облику збира бесконачно много сабирака, као што је
{\displaystyle e^{x}=\sum _{n=0}^{\infty }{x^{n} \over n!}=\lim _{n\to \infty }\left({\frac {1}{0!}}+{\frac {x}{1!}}+{\frac {x^{2}}{2!}}+\cdots +{\frac {x^{n}}{n!}}\right)}
и њиховој честој употреби.
Значајно Ојлерово откриће је развој броја e и инверзне тангенсне функције у степени ред. Његова слободна употреба (која је по савременим стандардима и технички некоректна) степених редова омогућила му је да реши чувени Базелски проблем 1735. године:
{\displaystyle \lim _{n\to \infty }\left({\frac {1}{1^{2}}}+{\frac {1}{2^{2}}}+{\frac {1}{3^{2}}}+\cdots +{\frac {1}{n^{2}}}\right)={\frac {\pi ^{2}}{6}}.}
Ојлер је увео употребу експоненцијалне функције и логаритама у аналитичке доказе. Открио је начин да изрази различите логаритамске функције помоћу степених редова, и успешно је дефинисао логаритме негативних и комплексних бројева, чиме је проширио домен математичке примене логаритама.
Такође је дефинисао експоненцијалну функцију за комплексне бројеве и открио њену везу са тригонометријским функцијама. За произвољан реалан број φ, према Ојлеровој формули, важи једнакост
{\displaystyle e^{i\varphi }=\cos \varphi +i\sin \varphi .\,}
Посебан случај те формуле, који се добија за вредност {\displaystyle \varphi =\pi ,\,\!} познат као Ојлеров идентитет,
{\displaystyle e^{i\pi }+1=0\,}
се у књизи Ричарда Фајнмана сматра за „најзначајнију математичку формулу“, зато што у једном изразу, уз коришћење операција сабирања, множења и степеновања наводи пет важних математичких константи 0, 1, e, i и π
.
Читаоци часописа Математикал интелиџенсер (Mathematical Intelligencer) су 1988. године овај идентитет прогласили за најлепшу математичку формулу свих времена.
Занимљиво је да су се међу пет првопласираних формула на том гласању нашле чак три које је открио Ојлер.
Између осталог, Ојлер је разрадио теорију виших трансцеденталних функција уводећи гама-функцију и нову методу за решавање једначина четвртог степена. Откривши начин да израчуна интеграл са комплексним границама наговестио је развој модерне комплексне анализе. Зачео је функционалну анализу, и дао чувену Ојлер-Лагранжову формулу.
Ојлер је био први математичар који је користио аналитичке методе за решавање проблема теорије бројева. На тај начин је ујединио две различите математичке гране и увео нову област истраживања, аналитичку теорију бројева. У процесу заснивања новог поља, Ојлер је створио теорију хипергеометријских редова, хиперболичних тригонометријских функција и аналитичку теорију верижних разломака. Доказао је да простих бројева има бесконачно много користећи дивергентност хармонијског реда, и употребљавао је аналитичке методе да би дошао до одређених сазнања о начину на који су прости бројеви распоређени у скупу природних бројева. Ојлерови доприноси на овом пољу су омогућили да се открије Теорема о простим бројевима.

### Теорија бројева
Ојлеров интерес за теорију бројева потакао је Кристијан Голдбах, његов пријатељ са Петербуршке академије. Доста његових раних радова из ове области је било засновано на делима Пјера Ферма - Ојлер је развио неке његове идеје и оповргао неколико хипотеза.
Ојлер је повезао природу појављивања простих бројева са идејама математичке анализе. Дошао је до доказа да сума реципрочних вредности простих бројева дивергира, при чему је открио везу између Риманове зета-функције и простих бројева, данас познату као Ојлерова формула за Риманову зета-функцију.
Ојлер је доказао Њутнове идентитете, Малу Фермаову теорему, Фермаову теорему о збиру два квадрата, и дао је значајан допринос Лагранжовој теореми о четири квадрата. Поред тога, увео је функцију  која даје број свих позитивних целих бројева мањих од целог броја n који су са њим узајамно прости. Коришћењем особина ове функције, уопштио је Малу Фермаову теорему, а тај резултат је данас познат као Ојлерова теорема. Значајно је допринео разумевању савршених бројева, који су фасцинирали математичаре још од времена Еуклида, направио је известан прогрес ка формулисању Теореме о простим бројевима, и поставио је хипотезу која је касније доказана као Закон квадратних реципроцитета. Данас се ти концепти сматрају основним теоремама теорије бројева, а Ојлер је својим идејама указао на пут којим је касније кренуо Карл Фридрих Гаус.
До 1772. године, Ојлер је показао да је 231 − 1 = 2.147.483.647 Мерсенов прост број. То је био највећи познати прост број све до 1867. године.

### Теорија графова
Ојлер је 1736. године решио проблем познат као Седам мостова Кенигсберга. Главни град Пруске, Кенигсберг, данас Калињинград, налазио се на реци Прегел, и његова територија је обухватала и два велика острва на реци која су била повезана са остатком града и међусобно помоћу седам мостова. Поставило се питање да ли је могуће поћи из једне тачке и, вратити се у њу тако да се сваки мост пређе тачно једном. То под задатим условима није могуће, што значи да не постоји Ојлеров пут. Ово решење се сматра првом теоремом теорије графова, односно теорије планарних графова.
Формула која повезује број темена (V), ивица (E) и страна (F) конвексног полиедра, {\displaystyle V-E+F=2}, такође је Ојлерова заслуга. Константа која се појављује у наведеној формули је позната као Ојлерова карактеристика графа или било ког другог математичког објекта, и у блиској је вези са његовим родом. Изучавање и генерализација наведене формуле које су обавили Коши и Л'Улије, су били основа за заснивање топологије.

### Аналитичка геометрија
Ојлеров допринос аналитичкој геометрији се састоји у формулацији једначина које описују купу, ваљак, и различите ротационе површи. Поред тога, показао је да се најкраће растојање између две тачке на закривљеној површи претвара у дуж уколико се та површ пројектује на раван. Први је проучавао све криве заједно, без посебне наклоности према коникама и темељно се бавио кривама које генеришу трансцеденталне функције (нпр. синусоида).
Написао је и значајан рад о класификацији кривих и површи. У Уводу у анализу бесконачних величина се налази комплетна и исцрпна дискусија о поларним координатама које су дате у савременом облику. Због тога се грешком, чак и данас, често наводи да је Ојлер увео у употребу ту нотацију.
Доказао је и неколико теорема опште геометрије, између осталих и тврђење да тежиште, ортоцентар и центар описаног круга троугла увек припадају једној правој. Њему у част, та права је названа Ојлеровом.
Карл Фојербах је открио да подножја висина троугла, као и средишта дужи које повезују ортоцентар са основама троугла, припадају истој кружници, а Ојлер је 1765. године показао да та кружница садржи и средишта страница троугла. Та кружница назива се и Ојлерова кружница, а понекад се користи и термин кружница девет тачака.

### Примењена математика
Нека од Ојлерових значајних достигнућа укључују решавање реалних проблема аналитичким методама, и описивање многобројних примена Бернулијевих бројева, Фуријеових редова, Венових дијаграма, Ојлерових бројева, константи e и π, верижних разломака и интеграла. Начинио је целину од Лајбницовог диференцијалног рачуна и Њутнове методе флуксија, и развио је апарат који је олакшао примену математичке анализе на физичке проблеме. Направио је велике кораке у побољшању нумеричке апроксимације интеграла, тако што је у употребу увео такозване Ојлерове апроксимације, међу којима су најзначајније Ојлерова метода и Ојлер-Маклоренова формула. Олакшао је употребу диференцијалних једначина уводећи такозвану Ојлер-Маскеронијеву константу:
{\displaystyle \gamma =\lim _{n\rightarrow \infty }\left(1+{\frac {1}{2}}+{\frac {1}{3}}+{\frac {1}{4}}+\cdots +{\frac {1}{n}}-\ln(n)\right).}
Лапласове речи
| „ | Читајте Ојлера, читајте Ојлера, то је наш заједнички учитељ. | ” |

најбоље показују Ојлеров утицај на математику.

### Теорија музике
Међу мање познатим Ојлеровим доприносима налази се покушај формулисања теорије музике у потпуности заснован на математичким идејама, који је направио написавши 1739. године Tentamen novae theoriae musicae, а затим и бројна друга дела са надом да може да прикључи теорију музике математици. Ојлер се тим својим настојањима прикључио тренду који су покренули Марин Мерсен и Рене Декарт, а који ће наставити Жан Даламбер, Херман фон Хелмхолц и други.
У свом Сећању на Леонарда Ојлера, његов помоћник, Николас Фус окарактерисао је наведени трактат као:
| „ | Озбиљно дело, препуно нових идеја које су представљене са оригиналне тачке гледишта, али дело које није доживело значајну популарност зато што садржи превише геометрије за музичаре, и превише музике за математичаре. | ” |

### Физика и астрономија
И на пољу физике Ојлер је оставио траг, кроз откриће Ојлер-Бернулијеве једначине. Поред тога што је успешно примењивао своје аналитичке методе на проблеме класичне механике, истим техникама се служио и при решавању астрономских проблема. За своја достигнућа на том пољу добио је неколико награда париске Академије наука. Између осталог, са великом тачношћу је одређивао орбите комета и других небеских тела, разумевајући њихову природу, и рачунајући паралаксу сунца. Његова израчунавања су допринела развоју тачних таблица географских дужина.
Између осталог, Ојлер је дао значајан допринос и на пољу оптике. Није се слагао са Њутновом теоријом светлости изложеном у делу Оптика (Opticks), која је у то време била преовлађујућа. Својим радом на ту тему из 1740. године помогао је да Таласна теорија светлости коју је предложио Кристијан Хајгенс постане доминантан начин размишљања, до развоја Квантне теорије светлости.

### Логика
Ојлеру се приписује да је користио затворене криве да илуструје силогистичко закључивање (1768). Такви дијаграми су данас познати као Ојлерови дијаграми.

## Лична филозофија и верска убеђења
Леонард Ојлер и Данијел Бернули су били противници Лајбницовог монизма и филозофије Кристијана Волфа. Ојлер је инсистирао на чињеници да је знање, између осталог, засновано на прецизним квантитативним законима, што монизам и Волфова наука нису могли да потврде.
Могуће је да су Ојлерове религиозне склоности такође имале ослонац у његовом презирању догми; ишао је тако далеко да је прогласио Волфове идеје „неверничким и атеистичким“.
До већег дела онога што је данас познато у вези са Ојлеровим религиозним убеђењима може се доћи читањем његових Писама једној немачкој принцези и једног ранијег дела, Одбрана божанског Откровења од приговора слободних мислилаца (Rettung der Göttlichen Offenbahrung Gegen die Einwürfe der Freygeister). Ова дела приказују Ојлера као непоколебљивог хришћанина и богонадахнуту особу.
У време свог боравка у Берлину, Ојлер је сваке вечери окупљао породицу да би заједно прочитали једно поглавље из Библије и помолили се, док је на другој страни, дане проводио на двору Фридриха Великог на коме је, према Маколеју,
| „ | главна тема разговора била апсурдност постојања свих познатих религија | ” |

Према једној познатој причи, инспирисаној Ојлеровим расправама са световним филозофима око религиозних тема, у време његовог другог боравка у Санкт Петербургу, у посети двору Катарине Велике се налазио француски филозоф Дени Дидро. Како су Дидроови аргументи у корист непостојања Бога почели знатно да утичу на Катаринине дворане, царица је замолила Ојлера да обузда ветропирастог госта. По договору, Дидроу је речено да Ојлер поседује алгебарски доказ о постојању Бога, и Француз је пристао да га пред целим двором саслуша. Ојлер је врло самоуверено иступио према филозофу изговоривши реченицу:
| „ | Господине, {\displaystyle {\begin{matrix}{\frac {a+b^{n}}{n}}=x\end{matrix}}}, значи да Бог постоји; одговорите! | ” |

Дидро је занемео док су га, као реакција, засипале салве смеха присутних дворана. Како му је математика била слаба страна, Ојлерова тврдња је деловала истинито и није могао да је побије. Понижен, затражио је од Катарине дозволу да се одмах врати у Француску, а она му је врло благонаклоно то и допустила. Међутим, колико год ово био занимљив догађај, врло је вероватно да није истинит, с обзиром да је Дидро био способан математичар, који је чак објавио неколико математичких рукописа.

## Изабрана дела
- Механика, или наука о кретању изложена аналитички (Mechanica, sive motus scientia analytica exposita, 1736) — Ојлер је у овом уџбенику представио Њутнову динамику материјалне тачке помоћу аналитичких метода излагања.
- Покушај заснивања нове теорије музике (Tentamen novae theoriae musicae, 1739)
- Методе за налажење кривих линија које поседују особине максимума или минимума (Methodus inveniendi lineas curvas maximi minimive proprietate gaudentes, 1744) — прва књига у којој је објављен варијациони рачун. Ту се још могу наћи и докази да су катеноид и прави хеликоид минималне површи.
- Теорија кретања планета и комета (Theoria motuum planetarum et cometarum, 1744) — дело које се бави небеском механиком.
- Дисертација о магнету (Dissertatio de magnete, 1748)
- Увод у анализу бесконачних величина] (, 1748) — у два тома ове књиге Ојлер се бавио веома различитим темама, између осталог, теоријом бесконачних редова, заснивањем тригонометријских величина као количника, аналитичком геометријом кроз разматрање фамилија кривих и површи преко њихових алгебарских једначина, алгебарском теоријом елиминације, зета-функцијом и њеном везом са простим бројевима и разлагањем бројева на сабирке. Овде се може наћи Ојлерова формула, и представљање функција {\displaystyle e^{x}}, {\displaystyle \sin x} и {\displaystyle \cos x} помоћу бесконачних редова.
- Диференцијални рачун (Institutiones calculi differentialis, 1755)
- Теорија кретања чврстих тела (Theoria motus corporum solidorum seu rigidorum, 1765) — аналитичко излагање механике чврстих тела. Између осталог, овде се налазе и Ојлерове једначине за тела која ротирају око тачке.
- Интегрални рачун (Institutiones calculi integralis, 1768 — 1774) — написавши три тома, у овој књизи Ојлер је изложио елементарни диференцијални и интегрални рачун, теорију диференцијалних једначина које је класификовао у „линеарне“, „егзактне“ и „хомогене“, Тејлорову теорему и њене многобројне примене и гама и бета-функцију.
- Писма једној немачкој принцези (Lettres à une Princesse d'Allemagne, 1768—1772)
  - Први том
  - Други том
  - Трећи том
- Диоптрика (Dioptrica, 1769 — 1771) — излагање теорије преламања зрака кроз систем сочива.
- * Потпуни увод у алгебру (Vollständige Anleitung zur Algebra, 1770) — уџбеник алгебре који се завршава са једначинама трећег и четвртог степена.
- Теорија кретања месеца (Theoria motuum lunae, 1772)